# Belén, Nicaragua
Belén är en kommun (municipio) i Nicaragua med 18 121 invånare (2012). Den ligger mellan Nicaraguasjön och Stilla havet i den södra delen av landet, 70 km sydost om huvudstaden Managua, i departementet Rivas. Kommunen är en jordbruksbygd med stora sockerrörsodlingar.

## Geografi
Belén gränsar till kommunerna Nandaime i norr, Potosí i öster, Rivas och Tola i söder, samt Santa Teresa i väster.Kommunens största ort och centralort är Belén med 5 703 invånare (2005).

## Historia
Kommunens centralort grundades 1738 på platsen för haciendan El Obraje. Då var platsen känd för sina odlingar av kakao och indigo. Kommunen grundades någon gång mellan 1820 och 1830. Kommunen blev år 1862 upphöjd från rangen av pueblo till rangen av villa, och bytte då också namn från El Obraje till Belén. Samtidigt fick kommunen tillstånd att anordna en årlig marknad från den 25 till den 27 december.

## Religion
Belén har en fin kolonial kyrka.

## Transporter
Den Panamerikanska landsvägen passerar kommunen och utgör dess östra gräns mot grannkommunen Potosí.